# カラーリオ
カラーリオ（伊: Caraglio）は、イタリア共和国ピエモンテ州クーネオ県にある、人口約7,000人の基礎自治体（コムーネ）。

## 地理

### 位置・広がり

#### 隣接コムーネ
隣接するコムーネは以下の通り。
- ベルネッツォ
- ブスカ
- チェルヴァスカ
- クーネオ
- ドロネーロ
- モンテマーレ・ディ・クーネオ
- ヴァルグラーナ

## 行政

### 分離集落
カラーリオには、以下の分離集落（フラツィオーネ）がある。
- Bottonasco, Paniale, Paschera San Carlo, Paschera San Defendente, San Lorenzo, Vallera, Palazzasso

## 姉妹都市
- Laboulaye、アルゼンチン